# Bojarszczina (wieś nad Rakitą)
Bojarszczina (ros. Боярщина) – wieś (ros. деревня, trb. dieriewnia) w zachodniej Rosji, w osiedlu wiejskim Ponizowskoje rejonu rudniańskiego w obwodzie smoleńskim.

## Geografia
Miejscowość położona jest nad rzeką Rakitą, przy drodze regionalnej 66N-1622 (66K-30 – Bojarszczina), 1 km od drogi regionalnej 66K-30 (Diemidow – Ponizowje – Zaozierje), 8 km od centrum administracyjnego osiedla wiejskiego (wieś (ros. село, trb. sieło) Ponizowje), 28,5 km od centrum administracyjnego rejonu (Rudnia), 78,5 km od Smoleńska.

## Demografia
W 2010 r. miejscowość zamieszkiwało 111 osób.

## Historia
W czasie II wojny światowej od lipca 1941 roku wieś była okupowana przez hitlerowców. Wyzwolenie nastąpiło w październiku 1943 roku.
Uchwałą z dnia 20 grudnia 2018 roku w skład jednostki administracyjnej Ponizowskoje weszły wszystkie miejscowości zlikwidowanego osiedla wiejskiego Klarinowskoje (w tym Bojarszczina).